# Grez-Doiceau

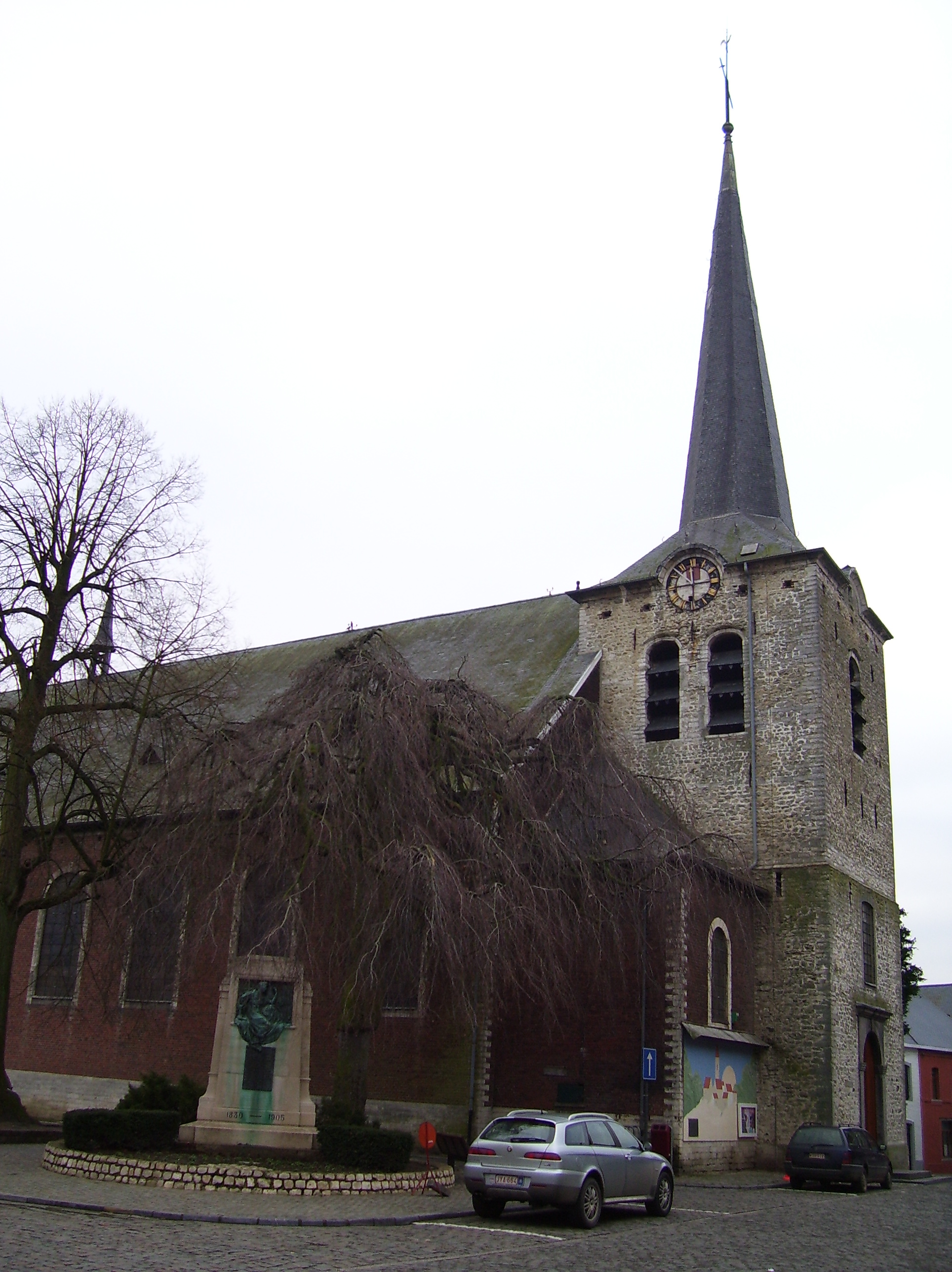
Georgskirche im Zentrum

Grez-Doiceau (wallonisch Gré, niederländisch Graven) ist eine Gemeinde in der französischsprachigen Provinz Wallonisch-Brabant in Belgien. Sie besteht aus den fünf Ortsteilen Archennes (niederländisch Eerken), Biez, Bossut-Gottechain, Grez-Doiceau und Nethen.

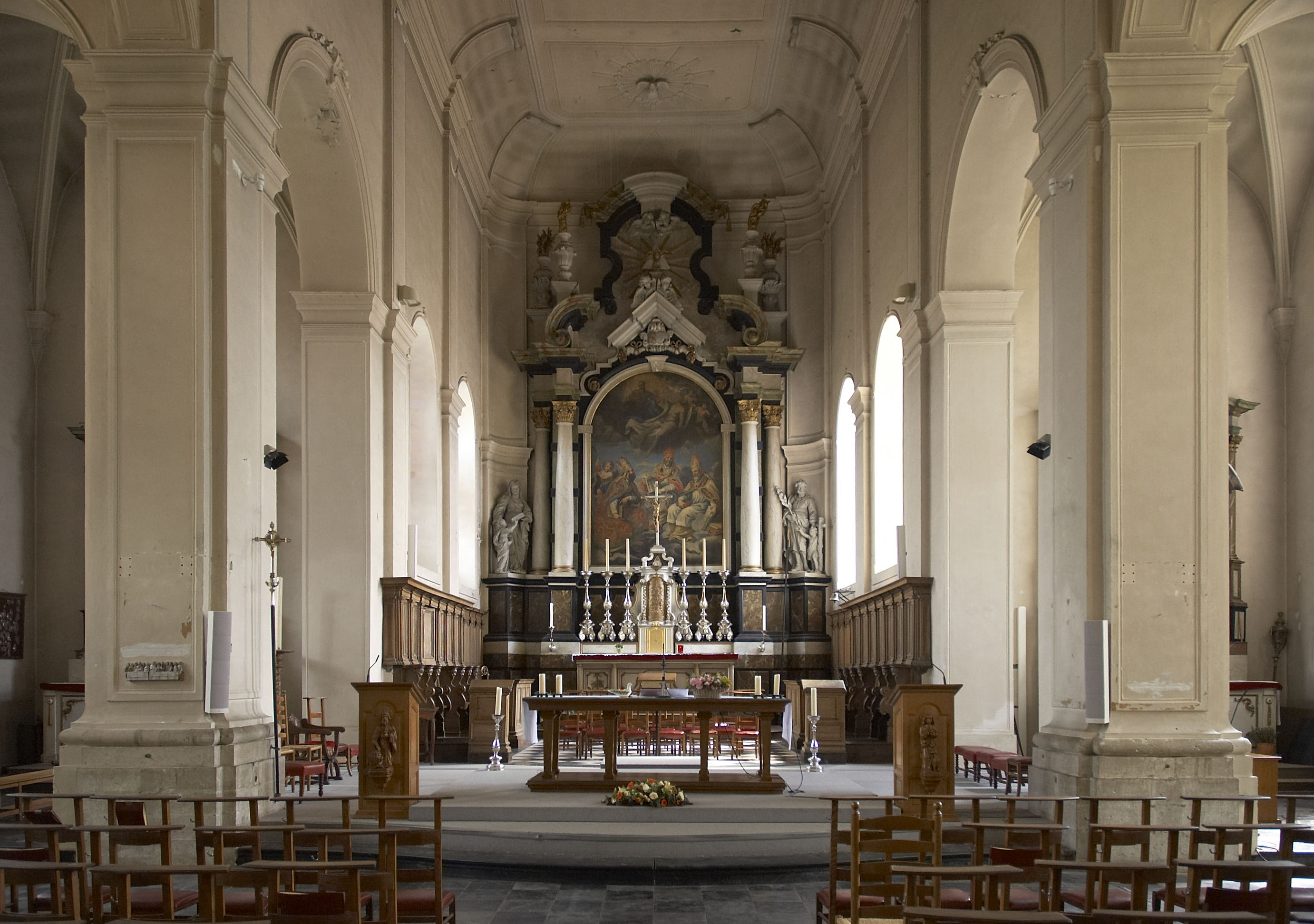
Inneres der St.-Georgs-Kirche Grez-Doiceau

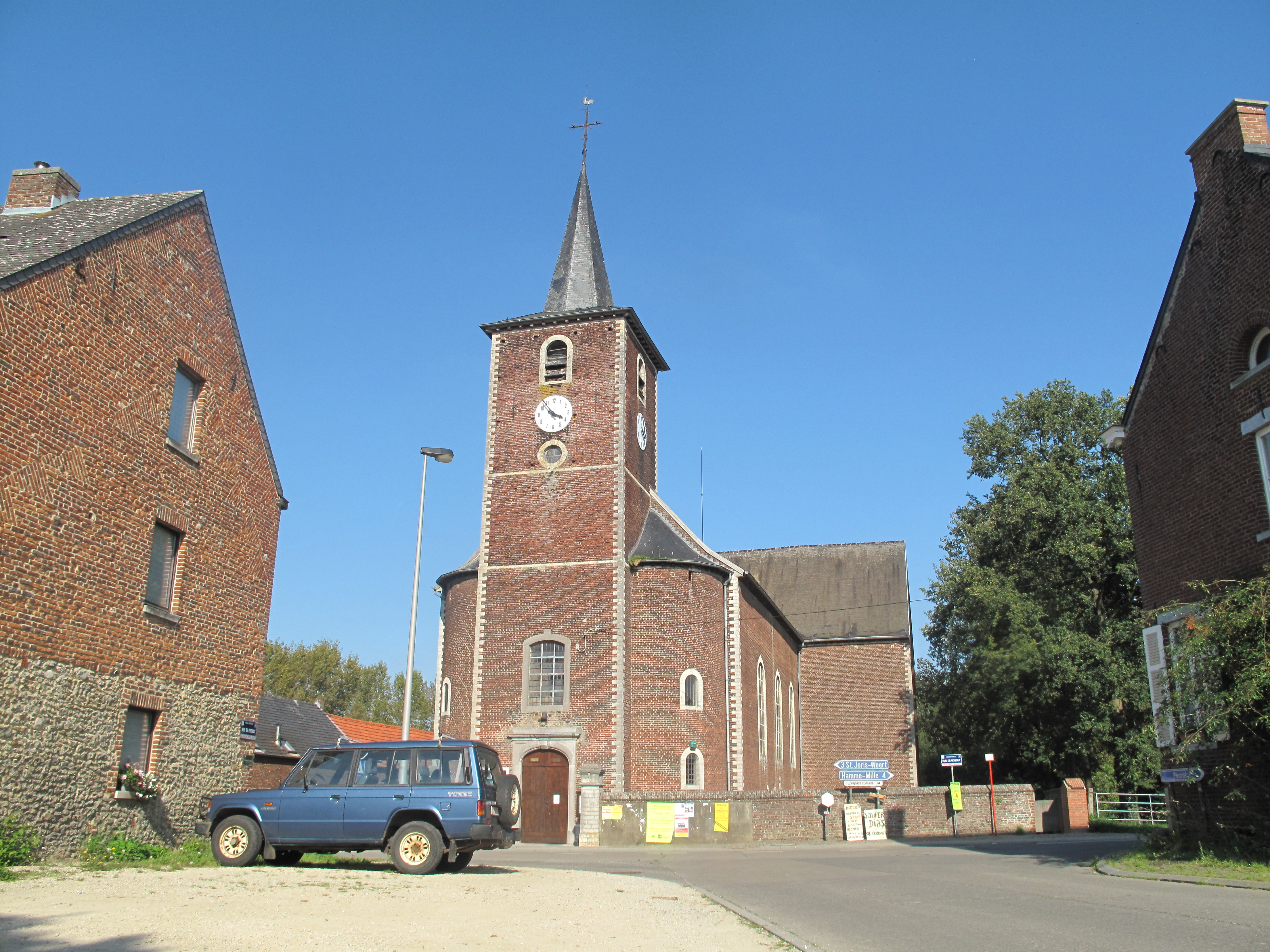
Nethen, Kirche

## Söhne- und Töchter der Stadt
- Ulysse de Pauw (* 2001), Autorennfahrer